# Terrenai Guidó
Terrenai Guidó (latinul: Guido da Terrena), (Perpignan, 1270 körül – Avignon?, 1342. augusztus 21.) középkori hispániai filozófus és teológus.
Katalán származású karmelita szerzetes volt, aki kommentárokat írt Arisztotelész több művéhez, így a Fizikához, a De animához, a Metafizikához, az Etikához, és a Politikához. Készített egy Szentencia-kommentárt, és fennmaradt több Quaestio disputatája is.

## Bővebb irodalom
- Étienne Gilson: A középkori filozófia története. Budapest: Kairosz Kiadó. 2015.  ISBN 9789636627850 , 676–677. o.